# Statsadvokaten for Særlig Økonomisk Kriminalitet
|  | Sammenskrivningsforslag Artiklen Statsadvokaten for Særlig Økonomisk Kriminalitet er foreslået føjet ind i Statsadvokaten for Særlig Kriminalitet. (Siden maj 2024) Diskutér forslaget |

Statsadvokaten for Særlig Økonomisk Kriminalitet, populært kaldet Bagmandspolitiet eller SØK, var en særlig enhed under Anklagemyndigheden, som havde til formål at efterforske kompliceret økonomisk kriminalitet der er af særligt betydeligt omfang eller er led i organiseret kriminalitet. Indenfor disse områder opererede myndigheden i hele landet.
SØK blev oprettet i 1973.
Med virkning fra 2012 blev advokaturen lagt sammen med Statsadvokaten for særlige internationale straffesager til Statsadvokaten for Særlig Økonomisk og International Kriminalitet (SØIK). SØIK er pr. 1. januar 2022 nedlagt og blevet til Statsadvokaten for Særlig Kriminalitet (SSK).   

## Tilsvarende enheder i andre lande
- Norge: Økokrim
- Sverige: Ekobrottsmyndigheten